# دبی بومن-سالیوان
دبی بومن-سالیوان (انگلیسی: Debbie Bowman-Sullivan؛ زادهٔ ۴ ژوئیهٔ ۱۹۶۳) بازیکن هاکی روی چمن اهل استرالیا بود.
وی در مسابقات کشوری و بین‌المللی در مجموع برندهٔ ۱ مدال طلا شده‌است.